# 斯特雷特克里克鎮區 (堪薩斯州傑克遜縣)
斯特雷特克里克鎮區（英語：Straight Creek Township）為美國堪薩斯州傑克遜縣轄下的鎮區。2010年美国人口普查中此鎮區人口有185人。

## 地理
斯特雷特克里克鎮區涵蓋總面積為95.1平方（36.72平方英里），其中陸地面積為94.9平方（36.64平方英里），水域面積為0.21平方（0.08平方英里）或0.22%。海拔高度313（1,027英尺）。

## 人口統計
根據2010年美國人口普查，斯特雷特克里克鎮區人口有185人，其中男性有93人，女性有92人，人口密度為每平方公里1.95人，住房計70戶。鎮區內的白人有181人，非裔美國人有0人，美洲原住民有1人，亞裔美國人有0人，太平洋島裔美國人有0人，其他種族有0人，混血種族則有3人。此外鎮區內有0人為西班牙裔或拉丁裔美國人。此鎮區之年齡中位數為39.6歲，而男性年齡中位數為42.2歲，女性年齡中位數為38.0歲。